# Comunió anglicana
La Comunió anglicana és una afiliació mundial d'Esglésies anglicanes en plena comunió amb l'Església d'Anglaterra i específicament amb el seu primat, l'arquebisbe de Canterbury. Amb 98 milions de membres, la Comunió anglicana és la tercera comunió cristiana més gran del món, rere l'Església catòlica i l'Església Ortodoxa. La condició d'estar en plena comunió significa que tots els ritus efectuats en una església són reconeguts per l'altra.